# Get Smart (filme)
Get Smart (bra: Agente 86; prt: Get Smart - Olho Vivo) é um filme de comédia de ação americano de 2008, baseado na série de televisão homônima, estrelada por Don Adams. Foi dirigido por Peter Segal, escrito por Tom J. Astle e Matt Ember e produzido por Leonard B. Stern, que também foi o produtor da série original.
O filme é estrelado por Steve Carell, Anne Hathaway, Dwayne Johnson e Alan Arkin, com Terence Stamp, Terry Crews, David Koechner e James Caan em papéis de apoio. Bernie Kopell, que interpretou Siegfried na série original, também apareceu no filme. O filme se concentra em um analista chamado Maxwell Smart (Carell), que sonha em se tornar um agente de campo real e um espião melhor. O filme foi lançado na América do Norte em 20 de junho de 2008.
Get Smart recebeu críticas mistas dos críticos, mas foi um sucesso comercial, faturando 230 milhões de dólares com um orçamento de 80 milhões de dólares.

## Sinopse
O filme conta a história do agente da organização secreta C.O.N.T.R.O.L.E.. Maxwell Smart, que recebe sua mais perigosa e importante missão: impedir que a organização criminosa secreta conhecida como K.A.O.S. coloque em prática seu mais novo plano para dominar o mundo.
O detalhe é que, além de ser a mais importante, também será a primeira missão do agente. A sede da agência de espionagem americana C.O.N.T.R.O.L.E. é atacada e a identidade de seus agentes fica comprometida. O Chefe, então, não tem outra saída a não ser promover Maxwell Smart, que sempre sonhou trabalhar em campo ao lado do famoso e musculoso Agente 23.
Smart, no entanto, é colocado para trabalhar com a única agente cuja identidade não foi descoberta: a bela, porém implacável, veterana Agente 99 (Anne Hathaway). À medida que Smart e 99 vão desvendando o plano maligno da K.A.O.S. - e um ao outro - eles descobrem que um dos principais artífices da K.A.O.S., Siegfried, e seu ajudante Starker planejam lucrar com ameaças de colocar em ação sua rede de terror.
Apesar da pouca experiência e do reduzido tempo de que dispõe, Smart - armado apenas com uns poucos apetrechos tecnológicos típicos de espionagem e de seu entusiasmo inabalável - terá de derrotar a K.A.O.S. se quiser salvar o mundo.

## Elenco
- Steve Carell como Maxwell "Max" Smart, o agente 86
- Anne Hathaway como agente 99
- Dwayne Johnson como agente 23
- Alan Arkin como O  Chefe
- Terence Stamp como Siegfried
- Masi Oka como Bruce
- Nate Torrence como Lloyd
- Dalip Singh como Dalip
- Ken Davitian como Shtarker
- Terry Crews como agente 91, um agente de controle
- David Koechner como Larabee
- James Caan como O Presidente dos Estados Unidos
- David S. Lee como Ladislas Krstic
- Bill Murray como agente 13
- Patrick Warburton como Hymie
- John Farley como agente 38
- Larry Miller como agente da CIA
- Kevin Nealon como agente da CIA
- Blake Clark como General
- Cedric Yarbrough como Tate
- Stephen Dunham como Comandante do Serviço Secreto

Bernie Kopell, que interpretou Siegfried na série de TV original, possui um cameo como um motorista dirigindo um Opel GT, um carro caracterizado na série de TV. Ryan Seacrest fez uma participação especial como ele, apresentando  American Top 40

### Dublagem brasileira
- Maxwell Smart: Alexandre Moreno[7]
- Agente 99: Priscila Amorim[7]
- Agente 23: Guilherme Briggs[7]
- Chefe: Jomeri Pozzoli[7]
- Siegfried: José Santanna[7]
- Agente 91: Gutemberg Barros[7]
- Larabee: Sergio Stern[7]
- Presidente: Júlio Chaves[7]
- Agente 13: Márcio Simões[7]

## Trilha sonora
A trilha sonora do filme foi toda composta por Trevor Rabin, que já havia gravado filmes como Armageddon, Enemy of the State e Deep Blue Sea.

### Lista
Todas as músicas compostas por Trevor Rabin.
| N.º | Título                  | Duração |  |
| 1.  | "Smart Dreams"          | 1:52    |  |
| 2.  | "Get Smart Theme"       | 1:28    |  |
| 3.  | "Cake Factory"          | 3:00    |  |
| 4.  | "Theme (Look One)"      | 1:48    |  |
| 5.  | "Max Denied"            | 2:29    |  |
| 6.  | "Max Takes a Bow"       | 0:54    |  |
| 7.  | "Dropping Like Flies"   | 0:07    |  |
| 8.  | "Theme (Look Two)"      | 2:15    |  |
| 9.  | "Agent 23"              | 0:34    |  |
| 10. | "Max Ejects"            | 1:53    |  |
| 11. | "Skydiving"             | 2:01    |  |
| 12. | "Laser Hallway"         | 4:04    |  |
| 13. | "Entering Moscow"       | 1:22    |  |
| 14. | "Rooftop Fight"         | 3:07    |  |
| 15. | "Max Calls 99"          | 5:01    |  |
| 16. | "Theme (Look Three)"    | 1:13    |  |
| 17. | "The Big Chase"         | 4:58    |  |
| 18. | "Wish We Had More Time" | 1:46    |  |
| 19. | "Smart Exit"            | 0:56    |  |
| 20. | "Theme (Look Four)"     | 1:17    |  |

## Recepção
No Rotten Tomatoes, o filme possui uma classificação de 50% com base em 219 análises, com uma classificação média de 5,57 / 10. O consenso crítico do site diz "Get Smart monta o charme considerável de Steve Carell para algumas risadas, mas acaba sendo uma comédia de ação bastante comum".  O Metacritic deu ao filme uma pontuação de 54 em 100, com base em 34 críticos, indicando "críticas mistas ou médias".

### Mídia doméstica
Get Smart foi lançado em DVD e Blu-ray em 4 de novembro de 2008 pela Warner Home Video. Duas versões do filme foram lançadas: a versão teatral e uma versão aprimorada que permite que os espectadores visualizem cenas alternativas e cenas deletadas, inseridas no contexto do filme.

## Prêmios e indicações
| Ano  | Prêmio                          | Categoria                        | Indicação       | Resultado | Ref. |
| ---- | ------------------------------- | -------------------------------- | --------------- | --------- | ---- |
| 2009 | Casting Society of America      | Elenco / Orçamento / Comédia     | Roger Mussenden | Indicado  |      |
| 2009 | Nickelodeon Kids' Choice Awards | Atriz de filme favorita          | Anne Hathaway   | Indicado  |      |
| 2009 | MTV Movie Awards                | Melhor atuação cômica            | Steve Carell    | Indicado  |      |
| 2009 | MTV Movie Awards                | Melhor Vilão                     | Dwayne Johnson  | Indicado  |      |
| 2009 | People's Choice Awards          | Melhor filme de comédia          | Get Smart       | Indicado  |      |
| 2009 | Teen Choice Awards              | Filme escolhido: Verão - Comédia | Get Smart       | Venceu    |      |